# Однокласник
«Однокла́сник» (с укр. — «Одноклассник») — ежемесячный иллюстрированный украиноязычный журнал для подростков.

## История
«Однокласник» является старейшим детским журналом Украины. Непрерывно выходит с октября 1923 года. Его название неоднократно менялось: сначала журнал назывался «Червоні квіти» («Красные цветы»), в 1931 году объединился с изданием для младших школьников «Більшовиченятко» («Большевёнок») и стал называться «Піонерія», а с января 1991 года — «Однокласник». До 1991 года к получению по подписке и в рознице были доступны две идентичные версии журнала — на русском и украинском языках (по желанию читателя).
За все время существования журнала на страницах напечатано много произведений известных украинских писателей: Николая Трублаини, Виктора Близнеца, Всеволода Нестайко, Григора Тютюнника, Михаила Стельмаха, Бориса Олийныка, Оксаны Забужко, Братьев Капрановых, Богдана Жолдака, Михаила Слабошпицкого, Юрия Андруховича, Александра Ирванца, Юрия Позаяка, Сергея Оксеника, Галины Малик. Издание всегда имело сильную литературную составляющую, некоторое время выходили литературные спецвыпуски. С октября 2011 года выходит приложение «Літературний Однокласник» («Литературный Одноклассник»).

## Тематика
Материалы «Однокласника» сочетают образовательную, познавательную и развлекательную тематику. Значительную часть печатного издания занимают статьи активных читателей. В журнале регулярно проводятся конкурсы среди читателей, самым популярным из которых стал «Твой взгляд» — среди юных журналистов в номинациях «Текст» и «Фото», публикуются с продолжением из номера в номер увлекательные рассказы фантастического и приключенческого направлений.

## Главные редакторы
- Затонский Владимир Петрович (1923—1925)
- Чирков, Сергей Николаевич (1984—2003)
- Иванюк, Сергей Семёнович (с 2006)